# Liste des monuments historiques du Rhône
Cet article recense les monuments historiques situés dans le département du Rhône, en France, mais hors de la métropole de Lyon ou de la commune de Villefranche-sur-Saône. Ces deux zones comportant un grand nombre de monuments classés ou inscrits, deux pages spécifiques leur sont dédiées : Liste des monuments historiques de la métropole de Lyon et Liste des monuments historiques de Villefranche-sur-Saône.

## Statistiques
Au 30 juillet 2025, le Rhône — y compris la métropole de Lyon — compte 551 édifices comportant au moins une protection au titre des monuments historiques, dont 131 sont classés et 457 sont inscrits. Le total des monuments classés et inscrits est supérieur au nombre total de monuments protégés car plusieurs d'entre eux sont à la fois classés et inscrits.
- Haut – A
- B
- C
- D
- E
- F
- G
- H
- I
- J
- K
- L
- M
- N
- O
- P
- Q
- R
- S
- T
- U
- V
- W
- X
- Y
- Z

## Liste
Du fait du nombre de protections dans la commune de Villefranche-sur-Saône, elle fait l'objet d'une liste distincte : voir la Liste des monuments historiques de Villefranche-sur-Saône.
| Monument                                                             | Commune                           | Adresse                                                                | Coordonnées                                                    | Notice                                                         | Protection                                                     | Date                                                           | Illustration                                                   |
| -------------------------------------------------------------------- | --------------------------------- | ---------------------------------------------------------------------- | -------------------------------------------------------------- | -------------------------------------------------------------- | -------------------------------------------------------------- | -------------------------------------------------------------- | -------------------------------------------------------------- |
| Ferme d'Affoux                                                       | Affoux                            | Le Bourg                                                               | 45° 50′ 40″ nord, 4° 24′ 11″ est                               | « PA00132823 »                                                 | Inscrit                                                        | 1994                                                           | Ferme d'Affoux                                                 |
| Croix d'Aigueperse                                                   | Aigueperse                        | Place de l'Église                                                      | 46° 16′ 38″ nord, 4° 26′ 04″ est                               | « PA00117702 »                                                 | Inscrit                                                        | 1926                                                           | Croix d'Aigueperse                                             |
| Chapelle d'Alix                                                      | Alix                              |                                                                        | 45° 54′ 46″ nord, 4° 39′ 13″ est                               | « PA00117705 »                                                 | Classé Inscrit                                                 | 1984 2023                                                      | Chapelle d'Alix                                                |
| Château de Rochefort                                                 | Amplepuis                         |                                                                        | 45° 56′ 47″ nord, 4° 20′ 08″ est                               | « PA00117706 »                                                 | Inscrit                                                        | 2009                                                           | Château de Rochefort                                           |
| Château d'Ampuis                                                     | Ampuis                            | Le Château                                                             | 45° 29′ 09″ nord, 4° 48′ 48″ est                               | « PA69000001 »                                                 | Inscrit                                                        | 1996                                                           | Château d'Ampuis                                               |
| Castellum romain d'Anse                                              | Anse                              |                                                                        | 45° 56′ 06″ nord, 4° 43′ 15″ est                               | « PA00117707 »                                                 | Inscrit Classé Inscrit                                         | 1926 1935                                                      | Castellum romain d'Anse                                        |
| Château de la Fontaine                                               | Anse                              |                                                                        | 45° 57′ 01″ nord, 4° 42′ 45″ est                               | « PA00117710 »                                                 | Classé                                                         | 1912                                                           | Château de la Fontaine                                         |
| Château de Saint-Trys                                                | Anse                              |                                                                        | 45° 57′ 12″ nord, 4° 42′ 12″ est                               | « PA00117709 »                                                 | Inscrit Classé                                                 | 1975                                                           | Château de Saint-Trys                                          |
| Monument aux morts d'Anse                                            | Anse                              |                                                                        | 45° 56′ 13″ nord, 4° 43′ 05″ est                               | « PA69000064 »                                                 | Inscrit                                                        | 2019                                                           | Monument aux morts d'Anse                                      |
| Château de la Barollière                                             | Limonest                          |                                                                        | 45° 50′ 24″ nord, 4° 46′ 44″ est                               | « PA00117779 »                                                 | Inscrit                                                        | 1926                                                           | Château de la Barollière                                       |
| Château des Tours                                                    | Anse                              |                                                                        | 45° 56′ 04″ nord, 4° 43′ 08″ est                               | « PA00117708 »                                                 | Classé                                                         | 1987                                                           | Château des Tours                                              |
| Église Saint-Pierre d'Anse                                           | Anse                              |                                                                        | 45° 56′ 11″ nord, 4° 43′ 06″ est                               | « PA00117711 »                                                 | Inscrit                                                        | 1932                                                           | Église Saint-Pierre d'Anse                                     |
| Habitat gallo-romain de la Grange du Bief                            | Anse                              |                                                                        | 45° 55′ 39″ nord, 4° 42′ 49″ est                               | « PA00117712 »                                                 | Classé                                                         | 1986                                                           | Habitat gallo-romain de la Grange du Bief                      |
| Église de la Nativité-de-Saint-Jean-Baptiste de L'Arbresle           | L'Arbresle                        |                                                                        | 45° 50′ 10″ nord, 4° 37′ 05″ est                               | « PA00117713 »                                                 | Inscrit                                                        | 1926                                                           | Église de la Nativité-de-Saint-Jean-Baptiste de L'Arbresle     |
| Hôtel des Valous                                                     | L'Arbresle                        | 51 rue Charles-de-Gaulle                                               | 45° 50′ 12″ nord, 4° 36′ 59″ est                               | « PA00117714 »                                                 | Classé Inscrit                                                 | 1981 1992                                                      | Hôtel des Valous                                               |
| Maison                                                               | L'Arbresle                        | 14 rue Pierre-Brossolette                                              | 45° 50′ 09″ nord, 4° 37′ 02″ est                               | « PA00117715 »                                                 | Inscrit                                                        | 1974                                                           | Maison                                                         |
| Château de Laye                                                      | Arnas                             |                                                                        | 46° 02′ 23″ nord, 4° 41′ 34″ est                               | « PA69000002 »                                                 | Inscrit                                                        | 1974 1996                                                      | Château de Laye                                                |
| Château de Longsard                                                  | Arnas                             | Château de Longsard                                                    | 46° 02′ 02″ nord, 4° 41′ 05″ est                               | « PA69000035 »                                                 | Inscrit                                                        | 2007                                                           | Château de Longsard                                            |
| Demeure dite château du Cros                                         | Azolette                          | avenue-des Cros                                                        | 46° 12′ 05″ nord, 4° 25′ 22″ est                               | « PA69000081 »                                                 | Inscrit                                                        | 2023                                                           | Image manquante Téléverser                                     |
| Château de Bagnols                                                   | Bagnols                           |                                                                        | 45° 55′ 00″ nord, 4° 36′ 31″ est                               | « PA00117716 »                                                 | Classé Inscrit Classé                                          | 1984 2013 2014                                                 | Château de Bagnols                                             |
| Église Saint-Blaise de Bagnols                                       | Bagnols                           |                                                                        | 45° 55′ 04″ nord, 4° 36′ 27″ est                               | « PA00117717 »                                                 | Inscrit                                                        | 2021                                                           | Église Saint-Blaise de Bagnols                                 |
| Église Saint-Nicolas de Beaujeu                                      | Beaujeu                           |                                                                        | 46° 09′ 17″ nord, 4° 35′ 14″ est                               | « PA00117718 »                                                 | Classé Inscrit                                                 | 1909 2020                                                      | Église Saint-Nicolas de Beaujeu                                |
| Maison à pans de bois de Beaujeu                                     | Beaujeu                           | 54 rue de la République                                                | 46° 09′ 18″ nord, 4° 35′ 13″ est                               | « PA00117719 »                                                 | Inscrit                                                        | 1978                                                           | Maison à pans de bois de Beaujeu                               |
| Château de Chassagny                                                 | Beauvallon                        | Chassagny                                                              | 45° 36′ 16″ nord, 4° 44′ 11″ est                               | « PA00117738 »                                                 | Inscrit                                                        | 1984                                                           | Château de Chassagny                                           |
| Église Saint-Blaise de Chassagny                                     | Beauvallon                        | Chassagny                                                              | 45° 36′ 22″ nord, 4° 43′ 55″ est                               | « PA00117739 »                                                 | Inscrit                                                        | 1982                                                           | Église Saint-Blaise de Chassagny                               |
| Maison-forte de la Mouchonnière                                      | Beauvallon                        | La Mouchonnière, Saint-Jean-de-Touslas                                 | 45° 35′ 01″ nord, 4° 40′ 11″ est                               | « PA69000047 »                                                 | Inscrit                                                        | 2012                                                           | Maison-forte de la Mouchonnière                                |
| Sacristie, presbytère et monument aux morts de Saint-Jean-de-Touslas | Beauvallon                        |                                                                        | 45° 34′ 38″ nord, 4° 39′ 42″ est                               | « PA69000070 »                                                 | Inscrit                                                        | 2019                                                           | Image manquante Téléverser                                     |
| Abbatiale de l'Assomption de Belleville                              | Belleville                        |                                                                        | 46° 06′ 27″ nord, 4° 45′ 03″ est                               | « PA00117720 »                                                 | Classé                                                         | 1862                                                           | Abbatiale de l'Assomption de Belleville                        |
| Hôtel-Dieu de Belleville                                             | Belleville                        | 68 rue de la République 23 rue du Moulin                               | 46° 06′ 34″ nord, 4° 44′ 50″ est                               | « PA00118129 »                                                 | Classé                                                         | 1994                                                           | Hôtel-Dieu de Belleville                                       |
| Cimetière de Bibost                                                  | Bibost                            |                                                                        | 45° 47′ 57″ nord, 4° 32′ 53″ est                               | « PA00117721 »                                                 | Classé                                                         | 1928                                                           | Cimetière de Bibost                                            |
| Croix de Bibost                                                      | Bibost                            | Le Planin Le Trève                                                     | 45° 47′ 34″ nord, 4° 32′ 46″ est                               | « PA00117722 »                                                 | Inscrit                                                        | 1926                                                           | Croix de Bibost                                                |
| Aqueduc du Gier                                                      | Brignais                          |                                                                        | 45° 43′ 17″ nord, 4° 45′ 37″ est                               | « PA00117723 »                                                 | Classé                                                         | 1912                                                           | Aqueduc du Gier                                                |
| Maison de La Jamayère                                                | Brignais                          |                                                                        | 45° 41′ 01″ nord, 4° 45′ 13″ est                               | « PA00117724 »                                                 | Inscrit                                                        | 1984                                                           | Maison de La Jamayère                                          |
| Maison de Mijolla                                                    | Brignais                          | 28 Rue du Général-de-Gaulle                                            | 45° 40′ 30″ nord, 4° 45′ 31″ est                               | « PA00117725 »                                                 | Inscrit                                                        | 1980                                                           | Maison de Mijolla                                              |
| Pont vieux                                                           | Brignais                          | Place du Vieux Pont                                                    | 45° 40′ 27″ nord, 4° 45′ 20″ est                               | « PA00117726 »                                                 | Inscrit                                                        | 1934                                                           | Pont vieux                                                     |
| Église Saint-Blaise de Brindas                                       | Brindas                           |                                                                        | 45° 43′ 12″ nord, 4° 41′ 39″ est                               | « PA00117727 »                                                 | Inscrit                                                        | 1978                                                           | Église Saint-Blaise de Brindas                                 |
| Maison de Georges Adilon                                             | Brindas                           |                                                                        | 45° 44′ 01″ nord, 4° 42′ 06″ est                               | « PA69000065 »                                                 | Inscrit                                                        | 2019                                                           | Image manquante Téléverser                                     |
| Église Saint-Didier de Chabanière                                    | Chabanière                        | place-des Deux-Clochers                                                | 45° 35′ 45″ nord, 4° 36′ 31″ est                               | « PA69000082 »                                                 | Inscrit                                                        | 2023                                                           | Image manquante Téléverser                                     |
| Pont de Virieux                                                      | Chabanière                        | Saint-Didier-sous-Riverie                                              | 45° 34′ 34″ nord, 4° 36′ 44″ est                               | « PA00118144 »                                                 | Inscrit                                                        | 1991                                                           | Pont de Virieux                                                |
| Pont-aqueduc du Grand Bozançon                                       | Chabanière                        | Saint-Didier-sous-Riverie                                              | 45° 34′ 20″ nord, 4° 36′ 23″ est                               | « PA00118143 »                                                 | Inscrit                                                        | 1991                                                           | Pont-aqueduc du Grand Bozançon                                 |
| Pont des Granges                                                     | Chabanière                        | Saint-Maurice-sur-Dargoire                                             | 45° 34′ 20″ nord, 4° 37′ 37″ est                               | « PA00118148 »                                                 | Inscrit                                                        | 1991                                                           | Pont des Granges                                               |
| Pont de Jurieux                                                      | Chabanière                        | Saint-Maurice-sur-Dargoire                                             | 45° 34′ 30″ nord, 4° 37′ 02″ est                               | « PA00118147 »                                                 | Inscrit                                                        | 1991                                                           | Pont de Jurieux                                                |
| Aqueduc de la Gagère                                                 | Chaponost                         |                                                                        | 45° 41′ 44″ nord, 4° 44′ 19″ est                               | « PA00118130 »                                                 | Inscrit                                                        | 1991                                                           | Aqueduc de la Gagère                                           |
| Aqueduc du Gier                                                      | Chaponost                         |                                                                        | 45° 43′ 13″ nord, 4° 45′ 35″ est                               | « PA00117731 »                                                 | Classé Inscrit                                                 | 1900 1912 1964                                                 | Aqueduc du Gier                                                |
| Aqueduc du Plat de l'Air                                             | Chaponost                         |                                                                        | 45° 43′ 14″ nord, 4° 45′ 35″ est                               | « PA00118131 »                                                 | Inscrit                                                        | 1991                                                           | Aqueduc du Plat de l'Air                                       |
| Château d'Arginy                                                     | Charentay                         |                                                                        | 46° 04′ 59″ nord, 4° 41′ 22″ est                               | « PA00117732 »                                                 | Inscrit                                                        | 1974                                                           | Château d'Arginy                                               |
| Château de Sermezy                                                   | Charentay                         |                                                                        | 46° 04′ 51″ nord, 4° 40′ 46″ est                               | « PA00117733 »                                                 | Inscrit                                                        | 1988                                                           | Château de Sermezy                                             |
| Église Saint-Christophe de Charnay                                   | Charnay                           |                                                                        | 45° 53′ 27″ nord, 4° 40′ 05″ est                               | « PA00117737 »                                                 | Inscrit                                                        | 1974                                                           | Église Saint-Christophe de Charnay                             |
| Château de Châtillon-d'Azergues                                      | Châtillon                         |                                                                        | 45° 52′ 44″ nord, 4° 38′ 43″ est                               | « PA00117740 »                                                 | Classé                                                         | 1862 1937                                                      | Château de Châtillon-d'Azergues                                |
| Église Saint-Jean-Baptiste de Chaussan                               | Chaussan                          |                                                                        | 45° 38′ 00″ nord, 4° 38′ 22″ est                               | « PA00118156 »                                                 | Inscrit                                                        | 1992                                                           | Église Saint-Jean-Baptiste de Chaussan                         |
| Château de Chazay                                                    | Chazay-d'Azergues                 |                                                                        | 45° 52′ 30″ nord, 4° 42′ 52″ est                               | « PA00117741 »                                                 | Classé Inscrit                                                 | 1923 1926 1938                                                 | Château de Chazay                                              |
| Immeuble                                                             | Chazay-d'Azergues                 | 10 Grande-Rue                                                          | 45° 52′ 32″ nord, 4° 42′ 47″ est                               | « PA00117742 »                                                 | Classé                                                         | 1927                                                           | Immeuble                                                       |
| Porte du Baboin                                                      | Chazay-d'Azergues                 | Montée du Baboin                                                       | 45° 52′ 27″ nord, 4° 42′ 49″ est                               | « PA00117743 »                                                 | Inscrit                                                        | 1934                                                           | Porte du Baboin                                                |
| Château de Chessy                                                    | Chessy                            | Montée du Château                                                      | 45° 53′ 15″ nord, 4° 37′ 29″ est                               | « PA69000021 »                                                 | Inscrit                                                        | 2004                                                           | Château de Chessy                                              |
| Château de Courbeville                                               | Chessy                            |                                                                        | 45° 53′ 07″ nord, 4° 36′ 52″ est                               | « PA00117744 »                                                 | Inscrit                                                        | 1926                                                           | Château de Courbeville                                         |
| Église de la Nativité-de-Notre-Dame de Chessy                        | Chessy                            |                                                                        | 45° 53′ 15″ nord, 4° 37′ 23″ est                               | « PA00117745 »                                                 | Inscrit                                                        | 1926                                                           | Église de la Nativité-de-Notre-Dame de Chessy                  |
| Maison                                                               | Chessy                            | Route de la Vallée Place de la Fontaine                                | 45° 53′ 14″ nord, 4° 37′ 28″ est                               | « PA00117746 »                                                 | Inscrit                                                        | 1974                                                           | Maison                                                         |
| Manoir d'Épeisse                                                     | Cogny                             |                                                                        | 45° 59′ 20″ nord, 4° 37′ 26″ est                               | « PA00118103 »                                                 | Inscrit                                                        | 2021                                                           | Manoir d'Épeisse                                               |
| Couvent de la Visitation de Condrieu                                 | Condrieu                          | Rue de Belfort                                                         | 45° 27′ 49″ nord, 4° 45′ 59″ est                               | « PA00117747 »                                                 | Inscrit                                                        | 1988                                                           | Couvent de la Visitation de Condrieu                           |
| Église Saint-Étienne de Condrieu                                     | Condrieu                          | Grande Rue                                                             | 45° 27′ 48″ nord, 4° 46′ 04″ est                               | « PA00117748 »                                                 | Inscrit                                                        | 1926                                                           | Église Saint-Étienne de Condrieu                               |
| Hôtel de Villars et bâtiment de l'Aumônerie                          | Condrieu                          | Avenue Maurice Dubost                                                  | 45° 27′ 49″ nord, 4° 46′ 00″ est                               | « PA00117749 »                                                 | Inscrit                                                        | 1988 1995                                                      | Hôtel de Villars et bâtiment de l'Aumônerie                    |
| Maison du Gouverneur de la Gabelle                                   | Condrieu                          | Place de l’Église                                                      | 45° 27′ 47″ nord, 4° 46′ 04″ est                               | « PA00117750 »                                                 | Inscrit                                                        | 1926                                                           | Maison du Gouverneur de la Gabelle                             |
| Château de Corcelles-en-Beaujolais                                   | Corcelles-en-Beaujolais           |                                                                        | 46° 09′ 44″ nord, 4° 42′ 57″ est                               | « PA00117751 »                                                 | Inscrit                                                        | 1927                                                           | Château de Corcelles-en-Beaujolais                             |
| Oppidum du Châtelard                                                 | Courzieu                          | Le Châtelard                                                           | 45° 44′ 05″ nord, 4° 36′ 05″ est                               | « PA00118104 »                                                 | Inscrit                                                        | 1989                                                           | Oppidum du Châtelard                                           |
| Chapelle Bienheureuse-Vierge-Marie-Pitie de Chevennes                | Denicé                            |                                                                        | 46° 00′ 30″ nord, 4° 37′ 51″ est                               | « PA00117756 »                                                 | Inscrit                                                        | 1926                                                           | Chapelle Bienheureuse-Vierge-Marie-Pitie de Chevennes          |
| Couvent Sainte-Marie de La Tourette                                  | Éveux                             | L'Arbresle                                                             | 45° 49′ 09″ nord, 4° 37′ 20″ est                               | « PA00117761 »                                                 | Classé Classé                                                  | 1979 2011                                                      | Couvent Sainte-Marie de La Tourette                            |
| Église Saint-Dutrille de Frontenas                                   | Frontenas                         |                                                                        | 45° 55′ 32″ nord, 4° 37′ 07″ est                               | « PA00117764 »                                                 | Inscrit                                                        | 1926                                                           | Église Saint-Dutrille de Frontenas                             |
| Château de Vaurenard                                                 | Gleizé                            |                                                                        | 45° 59′ 38″ nord, 4° 41′ 46″ est                               | « PA69000036 »                                                 | Inscrit                                                        | 2007                                                           | Château de Vaurenard                                           |
| Château de la Barge                                                  | Grézieu-la-Varenne                |                                                                        | 45° 44′ 46″ nord, 4° 41′ 29″ est                               | « PA00117766 »                                                 | Inscrit                                                        | 1926                                                           | Château de la Barge                                            |
| Chapelle Sainte-Catherine de Jarnioux                                | Jarnioux                          | Rue Centrale                                                           | 45° 57′ 53″ nord, 4° 37′ 41″ est                               | « PA69000027 »                                                 | Inscrit                                                        | 2006                                                           | Chapelle Sainte-Catherine de Jarnioux                          |
| Château de la Garde                                                  | Jarnioux                          | La Garde                                                               | 45° 58′ 03″ nord, 4° 37′ 28″ est                               | « PA69000025 »                                                 | Inscrit                                                        | 2005                                                           | Château de la Garde                                            |
| Château de Jarnioux                                                  | Jarnioux                          |                                                                        | 45° 57′ 50″ nord, 4° 37′ 37″ est                               | « PA00117770 »                                                 | Inscrit                                                        | 1966                                                           | Château de Jarnioux                                            |
| Maison de la Dîme                                                    | Juliénas                          | Hameau des Blondels                                                    | 46° 14′ 27″ nord, 4° 42′ 05″ est                               | « PA00117771 »                                                 | Inscrit                                                        | 1926                                                           | Maison de la Dîme                                              |
| Château de La Roche                                                  | Jullié                            |                                                                        | 46° 14′ 35″ nord, 4° 40′ 10″ est                               | « PA00117772 »                                                 | Inscrit                                                        | 1947                                                           | Château de La Roche                                            |
| Château du Sou                                                       | Lacenas                           |                                                                        | 45° 58′ 53″ nord, 4° 38′ 22″ est                               | « PA00117773 »                                                 | Classé                                                         | 1933                                                           | Château du Sou                                                 |
| Église Notre-Dame-du-Sou de Saint-Paul                               | Lacenas                           |                                                                        | 45° 59′ 00″ nord, 4° 38′ 20″ est                               | « PA00117774 »                                                 | Inscrit                                                        | 1981                                                           | Église Notre-Dame-du-Sou de Saint-Paul                         |
| Château de la Fay                                                    | Larajasse                         |                                                                        | 45° 36′ 23″ nord, 4° 30′ 09″ est                               | « PA00117775 »                                                 | Inscrit                                                        | 1982                                                           | Château de la Fay                                              |
| Château de Cruzol                                                    | Lentilly                          |                                                                        | 45° 49′ 51″ nord, 4° 40′ 20″ est                               | « PA00117776 »                                                 | Inscrit                                                        | 1926                                                           | Château de Cruzol                                              |
| Manoir du Martelet                                                   | Limas                             | 11 chemin du Martelet                                                  | 45° 58′ 28″ nord, 4° 42′ 46″ est                               | « PA00117778 »                                                 | Inscrit                                                        | 1983                                                           | Manoir du Martelet                                             |
| Château de Varax                                                     | Marcilly-d'Azergues               | 158 chemin de Montessuy                                                | 45° 52′ 05″ nord, 4° 43′ 31″ est                               | « PA69000046 »                                                 | Inscrit                                                        | 2012                                                           | Château de Varax                                               |
| Tour Chappe de Marcy                                                 | Marcy                             |                                                                        | 45° 54′ 47″ nord, 4° 41′ 01″ est                               | « PA00117994 »                                                 | Inscrit                                                        | 1982                                                           | Tour Chappe de Marcy                                           |
| Château de La Gallée                                                 | Millery                           | Chemin de la Grande Gallée                                             | 45° 37′ 46″ nord, 4° 47′ 22″ est                               | « PA00117996 »                                                 | Inscrit                                                        | 1926                                                           | Château de La Gallée                                           |
| Église Sainte-Croix de Millery                                       | Millery                           | 6 Rue de l'Église                                                      | 45° 38′ 03″ nord, 4° 46′ 41″ est                               | « PA00117997 »                                                 | Inscrit                                                        | 1939                                                           | Église Sainte-Croix de Millery                                 |
| Saint-Sépulcre                                                       | Millery                           | Rue du 8 mai 1945                                                      | 45° 37′ 41″ nord, 4° 47′ 02″ est                               | « PA00117998 »                                                 | Inscrit                                                        | 1926                                                           | Saint-Sépulcre                                                 |
| Chapelle romane des seigneurs de Montagny                            | Montagny                          |                                                                        | 45° 37′ 42″ nord, 4° 44′ 51″ est                               | « PA00117999 »                                                 | Inscrit                                                        | 1980                                                           | Chapelle romane des seigneurs de Montagny                      |
| Chapelle de Saint-Bonnet                                             | Montmelas-Saint-Sorlin            |                                                                        | 46° 01′ 07″ nord, 4° 36′ 08″ est                               | « PA00118001 »                                                 | Classé                                                         | 1981                                                           | Chapelle de Saint-Bonnet                                       |
| Château de Montmelas                                                 | Montmelas-Saint-Sorlin            |                                                                        | 46° 00′ 40″ nord, 4° 37′ 18″ est                               | « PA69000007 »                                                 | Inscrit                                                        | 2000                                                           | Château de Montmelas                                           |
| Chapelle Saint-Martin de Montrottier                                 | Montrottier                       |                                                                        | 45° 47′ 34″ nord, 4° 27′ 31″ est                               | « PA00118142 »                                                 | Inscrit                                                        | 1991                                                           | Chapelle Saint-Martin de Montrottier                           |
| Domaine de Beaulieu                                                  | Morancé                           | chemin de Trédo                                                        | 45° 53′ 22″ nord, 4° 42′ 06″ est                               | « PA69000075 »                                                 | Inscrit                                                        | 2021                                                           | Image manquante Téléverser                                     |
| Église Notre-Dame-de-l'Assomption de Morancé                         | Morancé                           |                                                                        | 45° 53′ 53″ nord, 4° 42′ 01″ est                               | « PA00118002 »                                                 | Inscrit                                                        | 1926                                                           | Église Notre-Dame-de-l'Assomption de Morancé                   |
| Maison forte du Pin                                                  | Morancé                           | Le Pin                                                                 | 45° 53′ 37″ nord, 4° 41′ 25″ est                               | « PA00132953 »                                                 | Inscrit                                                        | 1994                                                           | Maison forte du Pin                                            |
| Manoir de Morancé                                                    | Morancé                           | 40, route de Saint-Pierre                                              | 45° 53′ 51″ nord, 4° 41′ 56″ est                               | « PA00118003 »                                                 | Inscrit                                                        | 1978                                                           | Manoir de Morancé                                              |
| Aqueduc du Gier                                                      | Mornant                           | Rue des Aqueducs                                                       | 45° 37′ 11″ nord, 4° 40′ 07″ est                               | « PA00118004 »                                                 | Inscrit                                                        | 1926                                                           | Aqueduc du Gier                                                |
| Église Saint-Pierre de Mornant                                       | Mornant                           |                                                                        | 45° 37′ 08″ nord, 4° 40′ 16″ est                               | « PA00118005 »                                                 | Inscrit                                                        | 1926                                                           | Église Saint-Pierre de Mornant                                 |
| Tour de la Dîme                                                      | Mornant                           |                                                                        | 45° 37′ 08″ nord, 4° 40′ 16″ est                               | « PA00118006 »                                                 | Inscrit                                                        | 1926                                                           | Tour de la Dîme                                                |
| Château de la Chaize                                                 | Odenas                            |                                                                        | 46° 05′ 23″ nord, 4° 38′ 01″ est                               | « PA00118008 »                                                 | Classé Inscrit                                                 | 1972 2020                                                      | Château de la Chaize                                           |
| Aqueduc de Gier, section du Pont du Merdanson                        | Orliénas                          |                                                                        | à géolocaliser                                                 | « PA69000077 »                                                 | Inscrit                                                        | 2021                                                           | Image manquante Téléverser                                     |
| Aqueduc du Gier pour le lieu-dit «Le Violon»                         | Orliénas                          | route départementale 36-E ; route-du Violon                            | 45° 39′ 51″ nord, 4° 41′ 45″ est                               | « PA69000084 »                                                 | Inscrit                                                        | 2024                                                           | Image manquante Téléverser                                     |
| Église Saint-Antoine d'Ouroux                                        | Ouroux                            |                                                                        | 46° 13′ 52″ nord, 4° 35′ 39″ est                               | « PA00118013 »                                                 | Classé Inscrit                                                 | 1982                                                           | Église Saint-Antoine d'Ouroux                                  |
| Château de Pollionnay                                                | Pollionnay                        | Route de la Cozonnière                                                 | 45° 46′ 03″ nord, 4° 39′ 42″ est                               | « PA69000008 »                                                 | Inscrit                                                        | 2000                                                           | Château de Pollionnay                                          |
| Château de Saconay                                                   | Pomeys                            | Saconay                                                                | 45° 38′ 49″ nord, 4° 28′ 15″ est                               | « PA69000012 »                                                 | Inscrit                                                        | 2001                                                           | Château de Saconay                                             |
| Église Saint-Barthélemy de Pommiers                                  | Pommiers                          |                                                                        | 45° 57′ 22″ nord, 4° 41′ 34″ est                               | « PA00118016 »                                                 | Inscrit                                                        | 1926                                                           | Église Saint-Barthélemy de Pommiers                            |
| Croix de Pouilly-le-Monial                                           | Porte des Pierres Dorées          | Pouilly-le-Monial                                                      | 45° 57′ 05″ nord, 4° 37′ 50″ est                               | « PA00118017 »                                                 | Classé                                                         | 1928                                                           | Croix de Pouilly-le-Monial                                     |
| Église Saint-Éloi de Liergues                                        | Porte des Pierres Dorées          | Liergues                                                               | 45° 58′ 10″ nord, 4° 39′ 52″ est                               | « PA00117777 »                                                 | Inscrit                                                        | 1926                                                           | Église Saint-Éloi de Liergues                                  |
| Chapelle de Moifond                                                  | Pusignan                          |                                                                        | 45° 44′ 37″ nord, 5° 04′ 15″ est                               | « PA00118018 »                                                 | Inscrit                                                        | 1982                                                           | Chapelle de Moifond                                            |
| Château de La Palud                                                  | Quincié-en-Beaujolais             |                                                                        | 46° 06′ 50″ nord, 4° 37′ 13″ est                               | « PA00132724 »                                                 | Classé                                                         | 1994                                                           | Château de La Palud                                            |
| Château de la Pierre                                                 | Régnié-Durette                    |                                                                        | 46° 07′ 44″ nord, 4° 38′ 15″ est                               | « PA00118020 »                                                 | Inscrit                                                        | 1978                                                           | Château de la Pierre                                           |
| Domaine de la Grange-Charton                                         | Régnié-Durette                    |                                                                        | 46° 08′ 13″ nord, 4° 38′ 33″ est                               | « PA00132825 »                                                 | Inscrit                                                        | 1994                                                           | Domaine de la Grange-Charton                                   |
| Château de Ronno                                                     | Ronno                             |                                                                        | 45° 59′ 08″ nord, 4° 23′ 09″ est                               | « PA00118021 »                                                 | Inscrit                                                        | 1974                                                           | Château de Ronno                                               |
| Croix de cimetière                                                   | Ronno                             |                                                                        | 45° 59′ 09″ nord, 4° 22′ 53″ est                               | « PA00118022 »                                                 | Inscrit                                                        | 1972                                                           | Croix de cimetière                                             |
| Château de Sain-Bel                                                  | Sain-Bel                          | Le Bourg Montée du Château                                             | 45° 48′ 43″ nord, 4° 35′ 54″ est                               | « PA69000013 »                                                 | Inscrit                                                        | 2001                                                           | Château de Sain-Bel                                            |
| Église Saint-Jean-Baptiste de Sain-Bel                               | Sain-Bel                          |                                                                        | 45° 48′ 33″ nord, 4° 35′ 51″ est                               | « PA00118023 »                                                 | Inscrit                                                        | 1926                                                           | Église Saint-Jean-Baptiste de Sain-Bel                         |
| Croix de chemin du Perroux                                           | Saint-Clément-sur-Valsonne        | Le Perroux                                                             | 45° 56′ 18″ nord, 4° 27′ 02″ est                               | « PA00118024 »                                                 | Inscrit                                                        | 1982                                                           | Croix de chemin du Perroux                                     |
| Pont de la Billanière                                                | Chabanière                        | Saint-Didier-sous-Riverie                                              | 45° 34′ 41″ nord, 4° 36′ 41″ est                               | « PA00118145 »                                                 | Inscrit                                                        | 1991                                                           | Pont de la Billanière                                          |
| Institution Robin                                                    | Sainte-Colombe                    | Impasse de l'Église                                                    | 45° 31′ 38″ nord, 4° 52′ 11″ est                               | « PA00118025 »                                                 | Classé Inscrit                                                 | 1962 1978                                                      | Image manquante Téléverser                                     |
| Mausolée paléochrétien de Sainte-Colombe-lès-Vienne                  | Sainte-Colombe                    | Rue Cochard                                                            | 45° 31′ 25″ nord, 4° 52′ 03″ est                               | « PA69000034 »                                                 | Classé                                                         | 2008                                                           | Image manquante Téléverser                                     |
| Quai de départ du port romain                                        | Sainte-Colombe                    |                                                                        | 45° 31′ 35″ nord, 4° 52′ 15″ est                               | « PA00118026 »                                                 | Classé                                                         | 1920                                                           | Quai de départ du port romain                                  |
| Tour des Valois                                                      | Sainte-Colombe                    |                                                                        | 45° 31′ 35″ nord, 4° 52′ 11″ est                               | « PA00118027 »                                                 | Classé                                                         | 1919                                                           | Tour des Valois                                                |
| Église Sainte-Paule de Sainte-Paule                                  | Sainte-Paule                      | Le Bourg                                                               | 45° 57′ 40″ nord, 4° 33′ 57″ est                               | « PA00118051 »                                                 | Inscrit                                                        | 1935                                                           | Église Sainte-Paule de Sainte-Paule                            |
| Château de Laye                                                      | Saint-Georges-de-Reneins          | Laye                                                                   | 46° 01′ 28″ nord, 4° 42′ 33″ est                               | « PA00118038 »                                                 | Inscrit                                                        | 1974 1996                                                      | Château de Laye                                                |
| Château de Vallières                                                 | Saint-Georges-de-Reneins          |                                                                        | 46° 03′ 53″ nord, 4° 43′ 34″ est                               | « PA00118039 »                                                 | Classé Inscrit                                                 | 1974 1988                                                      | Château de Vallières                                           |
| Église Saint-Georges de Saint-Georges-de-Reneins                     | Saint-Georges-de-Reneins          |                                                                        | 46° 03′ 48″ nord, 4° 43′ 23″ est                               | « PA00118040 »                                                 | Classé                                                         | 1932                                                           | Église Saint-Georges de Saint-Georges-de-Reneins               |
| Croix de chemin du Mont                                              | Saint-Germain-Nuelles             | Hameau de La Charrière                                                 | 45° 51′ 32″ nord, 4° 36′ 57″ est                               | « PA00118042 »                                                 | Inscrit                                                        | 1926                                                           | Croix de chemin du Mont                                        |
| Château de Pizay                                                     | Saint-Jean-d'Ardières             |                                                                        | 46° 08′ 17″ nord, 4° 42′ 02″ est                               | « PA00118043 »                                                 | Inscrit                                                        | 1972                                                           | Château de Pizay                                               |
| Château de Montmelas                                                 | Saint-Julien                      | Château de Montmelas                                                   | 46° 00′ 40″ nord, 4° 37′ 18″ est                               | « PA69000010 »                                                 | Inscrit                                                        | 2000                                                           | Château de Montmelas                                           |
| Ferme Reverdy                                                        | Saint-Julien-sur-Bibost           |                                                                        | 45° 47′ 48″ nord, 4° 30′ 37″ est                               | « PA00132826 »                                                 | Inscrit                                                        | 1994                                                           | Ferme Reverdy                                                  |
| Église paroissiale Saint-Léger                                       | Saint-Lager                       | Place de la Bascule ; route-des Brouilly ; place-de-l’Église           | 46° 06′ 46″ nord, 4° 40′ 23″ est                               | « PA69000085 »                                                 | Inscrit                                                        | 2024                                                           | Image manquante Téléverser                                     |
| Château de Saint-Lager                                               | Saint-Lager                       |                                                                        | 46° 06′ 45″ nord, 4° 40′ 24″ est                               | « PA00118044 »                                                 | Inscrit                                                        | 1975                                                           | Château de Saint-Lager                                         |
| Chapelle Saint-Vincent de Saint-Laurent-d'Agny                       | Saint-Laurent-d'Agny              |                                                                        | 45° 38′ 50″ nord, 4° 40′ 30″ est                               | « PA00118045 »                                                 | Classé                                                         | 1945                                                           | Chapelle Saint-Vincent de Saint-Laurent-d'Agny                 |
| Château Le Clos Bourbon                                              | Saint-Laurent-d'Agny              | 532 route de Saint-Vincent                                             | 45° 38′ 35″ nord, 4° 40′ 44″ est                               | « PA00118046 »                                                 | Inscrit                                                        | 1988                                                           | Château Le Clos Bourbon                                        |
| Château de Chamousset                                                | Saint-Laurent-de-Chamousset       | Chamousset                                                             | 45° 45′ 32″ nord, 4° 27′ 53″ est                               | « PA00118047 »                                                 | Inscrit                                                        | 1992                                                           | Château de Chamousset                                          |
| Église de Brullioles porte, remontée dans le parc du château         | Saint-Laurent-de-Chamousset       |                                                                        | 45° 45′ 42″ nord, 4° 29′ 59″ est                               | « PA00118048 »                                                 | Inscrit                                                        | 1926                                                           | Image manquante Téléverser                                     |
| Église Sainte-Marie-Magdeleine de Saint-Mamert                       | Saint-Mamert                      | La Pose                                                                | 46° 15′ 05″ nord, 4° 34′ 57″ est                               | « PA00118050 »                                                 | Inscrit                                                        | 1951                                                           | Église Sainte-Marie-Magdeleine de Saint-Mamert                 |
| Château de la Bussière                                               | Saint-Marcel-l'Éclairé            |                                                                        | 45° 53′ 11″ nord, 4° 24′ 32″ est                               | « PA69000005 »                                                 | Classé                                                         | 1997                                                           | Château de la Bussière                                         |
| Château de Chandieu                                                  | Saint-Pierre-de-Chandieu          |                                                                        | 45° 38′ 07″ nord, 5° 00′ 08″ est                               | « PA00118052 »                                                 | Inscrit                                                        | 1948                                                           | Château de Chandieu                                            |
| Puits Perret                                                         | Saint-Pierre-la-Palud             | chemin du Puits-Perret                                                 | 45° 47′ 46″ nord, 4° 36′ 26″ est                               | « PA69000042 »                                                 | Inscrit                                                        | 2010                                                           | Puits Perret                                                   |
| Villa La Pérollière                                                  | Saint-Pierre-la-Palud             |                                                                        | 45° 48′ 02″ nord, 4° 36′ 04″ est                               | « PA00118155 »                                                 | Inscrit                                                        | 1992                                                           | Villa La Pérollière                                            |
| Église de Saint-Romain-en-Gal                                        | Saint-Romain-en-Gal               |                                                                        | 45° 32′ 09″ nord, 4° 51′ 30″ est                               | « PA00118057 »                                                 | Classé                                                         | 1972                                                           | Église de Saint-Romain-en-Gal                                  |
| site archéologique de Saint-Romain-en-Gal                            | Saint-Romain-en-Gal               |                                                                        | 45° 31′ 46″ nord, 4° 52′ 15″ est                               | « PA00118058 »                                                 | Classé Inscrit                                                 | 1983 2007                                                      | site archéologique de Saint-Romain-en-Gal                      |
| Palais du Miroir                                                     | Saint-Romain-en-Gal               |                                                                        | 45° 31′ 47″ nord, 4° 51′ 59″ est                               | « PA00118059 »                                                 | Classé Inscrit                                                 | 1840 1994                                                      | Palais du Miroir                                               |
| Canal de Givors                                                      | Saint-Romain-en-Gier              |                                                                        | 45° 33′ 53″ nord, 4° 42′ 20″ est                               | « PA00135658 »                                                 | Inscrit                                                        | 1995                                                           | Canal de Givors                                                |
| Château d'Avauges                                                    | Saint-Romain-de-Popey             |                                                                        | 45° 52′ 13″ nord, 4° 31′ 41″ est                               | « PA00118056 »                                                 | Inscrit                                                        | 1981 2010                                                      | Château d'Avauges                                              |
| Église Saint-Symphorien de Saint-Symphorien-sur-Coise                | Saint-Symphorien-sur-Coise        | Rue Cardinal Girard                                                    | 45° 37′ 57″ nord, 4° 27′ 14″ est                               | « PA00118060 »                                                 | Classé                                                         | 1920                                                           | Église Saint-Symphorien de Saint-Symphorien-sur-Coise          |
| Porte de Riverie                                                     | Saint-Symphorien-sur-Coise        | Rue Porte Riverie                                                      | 45° 37′ 52″ nord, 4° 27′ 13″ est                               | « PA00118061 »                                                 | Inscrit                                                        | 1926                                                           | Porte de Riverie                                               |
| Église Saint-Symphorien de Saint-Symphorien-d'Ozon                   | Saint-Symphorien-d'Ozon           | Rue Claude-Colombière Rue de l'Église Rue des Dauphins Place du Marché | 45° 37′ 54″ nord, 4° 51′ 20″ est                               | « PA69000016 »                                                 | Inscrit                                                        | 2001                                                           | Église Saint-Symphorien de Saint-Symphorien-d'Ozon             |
| Hôtel de Melat                                                       | Saint-Symphorien-d'Ozon           |                                                                        | 45° 38′ 04″ nord, 4° 51′ 23″ est                               | « PA00118127 »                                                 | Inscrit                                                        | 1990                                                           | Hôtel de Melat                                                 |
| Château de la Flachère                                               | Saint-Vérand                      |                                                                        | 45° 54′ 44″ nord, 4° 33′ 05″ est                               | « PA00118062 »                                                 | Classé Inscrit                                                 | 1981 2014                                                      | Château de la Flachère                                         |
| Château de la Garde                                                  | Saint-Vérand                      |                                                                        | 45° 55′ 36″ nord, 4° 30′ 22″ est                               | « PA00118063 »                                                 | Inscrit                                                        | 1977                                                           | Château de la Garde                                            |
| Ancienne maison de chanoinesse-prieure                               | Salles-Arbuissonnas-en-Beaujolais |                                                                        | 46° 02′ 28″ nord, 4° 38′ 07″ est                               | « PA69000072 »                                                 | Inscrit                                                        | 2019                                                           | Image manquante Téléverser                                     |
| Chapitre de Salles-Arbuissonnas-en-Beaujolais                        | Salles-Arbuissonnas-en-Beaujolais | Place du Chapitre                                                      | 46° 02′ 30″ nord, 4° 38′ 07″ est                               | « PA00118064 »                                                 | Classé                                                         | 1935                                                           | Chapitre de Salles-Arbuissonnas-en-Beaujolais                  |
| Église Saint-Martin de Salles                                        | Salles-Arbuissonnas-en-Beaujolais | Place du Chapitre                                                      | 46° 02′ 30″ nord, 4° 38′ 07″ est                               | « PA00118065 »                                                 | Classé Inscrit                                                 | 1862 2019                                                      | Église Saint-Martin de Salles                                  |
| Mairie de Salles-Arbuissonnas-en-Beaujolais (actuelle mairie)        | Salles-Arbuissonnas-en-Beaujolais |                                                                        | 46° 02′ 28″ nord, 4° 38′ 08″ est                               | « PA69000071 »                                                 | Inscrit                                                        | 2019                                                           | Mairie de Salles-Arbuissonnas-en-Beaujolais (actuelle mairie)  |
| Maison forte du Péage                                                | Savigny                           | Le Péage                                                               | 45° 50′ 17″ nord, 4° 33′ 56″ est                               | « PA69000006 »                                                 | Inscrit                                                        | 1997                                                           | Maison forte du Péage                                          |
| Prieuré de Limon                                                     | Simandres                         |                                                                        | 45° 35′ 38″ nord, 4° 51′ 20″ est                               | « PA00118066 »                                                 | Inscrit                                                        | 1954                                                           | Prieuré de Limon                                               |
| Aqueduc du Gier                                                      | Soucieu-en-Jarrest                |                                                                        | 45° 41′ 15″ nord, 4° 43′ 42″ est                               | « PA00118068 »                                                 | Classé                                                         | 1930                                                           | Aqueduc du Gier                                                |
| Croix de Sourcieux-les-Mines                                         | Sourcieux-les-Mines               | Place de l'Église                                                      | 45° 48′ 19″ nord, 4° 37′ 23″ est                               | « PA00118069 »                                                 | Inscrit                                                        | 1926                                                           | Croix de Sourcieux-les-Mines                                   |
| Église Sainte-Marie de Taluyers                                      | Taluyers                          |                                                                        | 45° 38′ 29″ nord, 4° 43′ 24″ est                               | « PA00118070 »                                                 | Inscrit                                                        | 1926                                                           | Église Sainte-Marie de Taluyers                                |
| Prieuré de Taluyers                                                  | Taluyers                          |                                                                        | 45° 38′ 30″ nord, 4° 43′ 25″ est                               | « PA00118071 »                                                 | Inscrit                                                        | 1926                                                           | Prieuré de Taluyers                                            |
| Ancien prieuré de Tarare                                             | Tarare                            | 17 rue du Château                                                      | 45° 53′ 50″ nord, 4° 25′ 55″ est                               | « PA00118072 »                                                 | Inscrit                                                        | 1983                                                           | Ancien prieuré de Tarare                                       |
| Ancienne manufacture de moulinage J-B. Martin                        | Tarare                            | 7 avenue Edouard-Herriot                                               | 45° 53′ 29″ nord, 4° 26′ 32″ est                               | « PA00118073 »                                                 | Inscrit                                                        | 1987                                                           | Ancienne manufacture de moulinage J-B. Martin                  |
| Église de la Nativité-de-Saint-Jean-Baptiste de Ternand              | Ternand                           |                                                                        | 45° 56′ 38″ nord, 4° 31′ 46″ est                               | « PA00118075 »                                                 | Classé Inscrit                                                 | 1951 2019                                                      | Église de la Nativité-de-Saint-Jean-Baptiste de Ternand        |
| Ferme à galerie de Saint-Victor-et-les-Vouttes                       | Ternand                           | Saint-Victor-et-les-Vouttes                                            | 45° 56′ 45″ nord, 4° 31′ 33″ est                               | « PA00118076 »                                                 | Inscrit                                                        | 1981                                                           | Ferme à galerie de Saint-Victor-et-les-Vouttes                 |
| Prieuré de Ternay                                                    | Ternay                            |                                                                        | 45° 36′ 31″ nord, 4° 48′ 35″ est                               | « PA00118077 »                                                 | Classé Inscrit                                                 | 1950 1978                                                      | Prieuré de Ternay                                              |
| Cabanes en pierre sèche de Theizé                                    | Theizé                            | Les Vignes de Chassagne                                                | 45° 56′ 45″ nord, 4° 37′ 03″ est                               | « PA00132827 »                                                 | Inscrit                                                        | 1994                                                           | Cabanes en pierre sèche de Theizé                              |
| Château de Rapetour                                                  | Theizé                            |                                                                        | 45° 56′ 17″ nord, 4° 36′ 31″ est                               | « PA00118078 »                                                 | Classé                                                         | 1989                                                           | Château de Rapetour                                            |
| Château de Rochebonne                                                | Theizé                            |                                                                        | 45° 56′ 27″ nord, 4° 37′ 02″ est                               | « PA00118079 »                                                 | Inscrit                                                        | 2023                                                           | Château de Rochebonne                                          |
| Clos de la Platière                                                  | Theizé                            |                                                                        | 45° 55′ 59″ nord, 4° 37′ 42″ est                               | « PA00118081 »                                                 | Inscrit                                                        | 1974                                                           | Clos de la Platière                                            |
| Vieille Église de Theizé                                             | Theizé                            |                                                                        | 45° 56′ 25″ nord, 4° 36′ 57″ est                               | « PA00118080 »                                                 | Inscrit                                                        | 1926                                                           | Vieille Église de Theizé                                       |
| Chapelle Saint-Georges de Thizy                                      | Thizy-les-Bourgs                  | Thizy                                                                  | 46° 02′ 04″ nord, 4° 18′ 29″ est                               | « PA00118082 »                                                 | Inscrit                                                        | 1977                                                           | Chapelle Saint-Georges de Thizy                                |
| Maisons                                                              | Thizy-les-Bourgs                  | 1, 2 rue Porte-Jacquot 20, 22 rue du Château Thizy                     | 46° 02′ 00″ nord, 4° 18′ 33″ est                               | « PA00118083 »                                                 | Inscrit                                                        | 1941                                                           | Maisons                                                        |
| Voie romaine                                                         | Thizy-les-Bourgs                  | Mardore                                                                | 46° 04′ 22″ nord, 4° 20′ 46″ est                               | « PA00117995 »                                                 | Classé                                                         | 1942                                                           | Voie romaine                                                   |
| Église Saint-Romain de Valsonne                                      | Valsonne                          |                                                                        | 45° 56′ 50″ nord, 4° 25′ 49″ est                               | « PA00132828 »                                                 | Inscrit                                                        | 1994                                                           | Église Saint-Romain de Valsonne                                |
| Église Saint-Laurent de Saint-Laurent-d'Oingt                        | Val d'Oingt                       | Saint-Laurent-d'Oingt                                                  | 45° 56′ 40″ nord, 4° 33′ 49″ est                               | « PA00118049 »                                                 | Inscrit                                                        | 1982                                                           | Église Saint-Laurent de Saint-Laurent-d'Oingt                  |
| Tour d'Oingt                                                         | Val d'Oingt                       | Oingt                                                                  | 45° 56′ 51″ nord, 4° 34′ 57″ est                               | « PA00118009 »                                                 | Inscrit                                                        | 1937                                                           | Tour d'Oingt                                                   |
| Grand'Maison Valentin                                                | Vaugneray                         | 41 rue du Docteur-Serullaz                                             | 45° 44′ 13″ nord, 4° 39′ 33″ est                               | « PA00118128 »                                                 | Inscrit                                                        | 1990                                                           | Grand'Maison Valentin                                          |
| Église de Vaux-en-Beaujolais portail occidental                      | Vaux-en-Beaujolais                |                                                                        | 46° 03′ 23″ nord, 4° 35′ 32″ est                               | « PA00118084 »                                                 | Inscrit                                                        | 1926                                                           | Église de Vaux-en-Beaujolaisportail occidental                 |
| Domaine du Château de Thil de Vauxrenard                             | Vauxrenard                        | Le Thil                                                                | 46° 13′ 05″ nord, 4° 39′ 01″ est                               | « PA69000052 »                                                 | Inscrit                                                        | 2014                                                           | Domaine du Château de Thil de Vauxrenard                       |
| Église Saint-Martin de Vauxrenard                                    | Vauxrenard                        |                                                                        | 46° 12′ 33″ nord, 4° 38′ 37″ est                               | « PA00118085 »                                                 | Inscrit                                                        | 1952                                                           | Église Saint-Martin de Vauxrenard                              |
| Ferme de Vernay                                                      | Vernay                            | Le Bourg                                                               | 46° 09′ 29″ nord, 4° 31′ 46″ est                               | « PA00132829 »                                                 | Inscrit                                                        | 1994                                                           | Ferme de Vernay                                                |
|                                                                      | Villefranche-sur-Saône            | Voir Liste des monuments historiques de Villefranche-sur-Saône         | Voir Liste des monuments historiques de Villefranche-sur-Saône | Voir Liste des monuments historiques de Villefranche-sur-Saône | Voir Liste des monuments historiques de Villefranche-sur-Saône | Voir Liste des monuments historiques de Villefranche-sur-Saône | Voir Liste des monuments historiques de Villefranche-sur-Saône |
| Église Saint-Martin de Ville-sur-Jarnioux                            | Ville-sur-Jarnioux                | Le Bourg                                                               | 45° 57′ 43″ nord, 4° 36′ 33″ est                               | « PA00118089 »                                                 | Inscrit                                                        | 1979                                                           | Église Saint-Martin de Ville-sur-Jarnioux                      |
| Maison forte de Vourles                                              | Vourles                           | Rue des Vallières                                                      | 45° 39′ 42″ nord, 4° 46′ 50″ est                               | « PA69000015 »                                                 | Classé Inscrit                                                 | 2004                                                           | Maison forte de Vourles                                        |
| Chapelle Saint-Jean-Baptiste de Châteauvieux                         | Yzeron                            | Chateauvieux                                                           | 45° 42′ 25″ nord, 4° 37′ 00″ est                               | « PA00118101 »                                                 | Inscrit                                                        | 1979                                                           | Chapelle Saint-Jean-Baptiste de Châteauvieux                   |